# The Descent 2 – Die Jagd geht weiter
The Descent 2 – Die Jagd geht weiter ist ein britischer Horror-Thriller aus dem Jahr 2009. Er entstand unter der Regie von Jon Harris, der damit sein Debüt als Regisseur feierte und bereits im ersten Teil für den Schnitt zuständig war. Das Drehbuch zum Film verfassten J. Blackeson, James McCarty und James Watkins. In Deutschland wurde der Film am 24. August 2009 auf dem Fantasy Filmfest in Berlin gezeigt. Die Kinopremiere war am 14. Oktober 2009 in Frankreich – in deutschen Kinos wurde er jedoch nicht gezeigt. Universum Film veröffentlichte in Deutschland am 21. Mai 2010 die ungekürzte Fassung auf DVD und Blu-Ray.

## Handlung
Ein Abschleppwagen fährt auf einer Landstraße durch einen Wald in den Appalachen und stoppt, als unerwartet eine Hirschkuh die Straße überquert. Plötzlich erscheint eine junge, blutverschmierte Frau, die an die Seitenscheibe des Wagens schlägt und erschöpft zusammenbricht. Zur selben Zeit hat sich eine Rettungsmannschaft aus Höhlenkletterern, bestehend aus Dan, Cath und Greg und der örtlichen Polizei in den Boreham Caverns auf die Suche nach den im Vorgängerfilm vermissten sechs Frauen gemacht.
Sarah, eine dieser Frauen, wurde in der Nähe der Chapel-Mine gefunden und befindet sich bereits im Krankenhaus. Sheriff Vaines und sein Deputy Elen Rios machen sich auf den Weg, um Sarah zu verhören. Sarah ist schwer traumatisiert und kann sich an die letzten zwei Tage nicht erinnern. Der Sheriff verdächtigt sie, mit dem Verschwinden der übrigen Frauen in Verbindung zu stehen, da eine der Blutspuren auf Sarahs Kleidung die Blutgruppe ihrer Gefährtin Juno aufweist.
Vaines und Rios machen sich gemeinsam mit Sarah auf den Weg zur Chapel-Mine. Die Höhlenkletterer nehmen ebenfalls an der Rettungsexpedition teil. Der Fahrer des Abschleppwagens Ed Oswald lässt sie mit einem alten Aufzug in die Mine hinab fahren, welche ein unerforschtes Höhlensystem beherbergt. Kurz nach Eintritt in die Höhlen findet das Team nahe am Eingang zunächst die zerfleischte Leiche von Rebecca. Sarahs Erinnerung kommt bruchstückhaft zurück und sie warnt davor, noch tiefer in die Höhle vorzudringen. Als sie in einen Tunnel kommen, erinnert sich Sarah an die schrecklichen Erlebnisse mit den „Crawlern“ und rennt, gefolgt von Sheriff Vaines, davon. Die übrigen setzen ihre Suche gemeinsam fort. Während Vaines noch die Spur von Sarah verfolgt, hört er in näherer Umgebung Geräusche, als plötzlich ein Höhlenmonster vor ihm auftaucht und er erschrocken den Abzug seiner Pistole drückt. Dadurch stürzt die Höhlendecke über den vier entfernten Gruppenmitgliedern ein. Cath wird, von den anderen getrennt, in einen Hohlraum eingeschlossen. Mit dem Versprechen, Cath zu befreien, sucht die jetzige Dreiergruppe alternative Wege, wobei sie in den Teil der Höhle mit einer Menge Knochen gelangen und Hollys Videokamera mit den Aufzeichnungen der vermissten Frauen finden.
Gerade als die Videoaufzeichnungen offenbaren, dass die Frauen von Höhlenmonstern angegriffen wurden, steht unmittelbar neben der Gruppe eines, welches sie angreift. Dadurch wird die Gruppe aufgelöst. Rios versucht, durch Rufe die Gruppe wiederzufinden. Sarah pirscht sich von hinten an, um Rios den Mund zuzuhalten, da sie durch ihr Rufen ein Höhlenmonster anlockt. Der Crawler wendet sich so von Rios ab, nimmt die Spur von Dan auf und tötet ihn.
Inzwischen ist es Cath selbst gelungen, sich zu befreien, als diese ebenfalls von einem Höhlenmonster angegriffen wurde. Während sie orientierungslos im Dunkeln herumirrt, trifft sie auf Greg, der sich vor diesen versteckt. Sie ziehen gemeinsam weiter und können einem weiteren Angriff knapp entfliehen. Sie entdecken die Leiche von Sam, die leblos am Seil von der Decke herab hängt. Um die große Spalte überwinden zu können, nutzt Cath Sams Leiche, um sich hinüber zu schwingen. Sie werden erneut angegriffen. Um Cath zu retten, stürzt sich Greg mit dem an ihr zerrenden Höhlenmonster in die Tiefe. Cath wird kurz darauf selbst getötet, als sie durch ihre Rufe nach Greg einen weiteren Crawler anlockt.
Sheriff Vaines wird vor einem Angriff durch zwei Crawler von Juno gerettet, die, wie sich herausstellt, die Ereignisse des ersten Filmes überlebt hat, und die in der Lage ist, die Crawler zu töten. Vaines und Juno ziehen gemeinsam weiter. Nach einer Weile treffen Juno, Vaines, Sarah und Rios aufeinander. Da Sarah für Junos Verletzung verantwortlich ist, kettet Vaines sie mit Handschellen an sich, um einer erneuten Flucht vorzubeugen. Beim Überqueren eines schmalen Spalts rutscht er ab und hängt am Abgrund. Sarah versucht vergeblich, ihn hochzuziehen, um nicht mit ihm abzustürzen. Rios hackt Vaines Hand mit einem Eispickel ab, sodass dieser in die Tiefe stürzt und Sarah gerettet ist.
Schließlich gelangen die drei in die Speisekammer der Crawler, die auch einen Ausgang zur Oberfläche hat. In der Speisekammer liegt auch der verletzte Greg; er packt Juno, wodurch diese sich erschreckt und somit die Höhlenmonster alarmiert. Hier müssen sich Sarah, Rios und Juno gegen eine Horde von Crawlern zur Wehr setzen. Juno wird durch einen Crawler tödlich verletzt. Sarah rettet Rios, indem sie laut schreit und alle Crawler zu sich lockt, wodurch ihr Schicksal allerdings besiegelt ist. Rios kann aus dem Höhlensystem entkommen und versucht, per Handy Hilfe zu rufen. In der letzten Szene sieht man, wie Rios von Oswald mit einer Schaufel bewusstlos geschlagen und zum Ausgang des Höhlensystems zurückgebracht wird, wo ein Crawler herausspringt. Sein Verhalten lässt darauf schließen, dass er über die Existenz der Wesen Bescheid weiß. Rios’ Schicksal bleibt ungewiss.

## Kritiken (Auswahl)
„Während Marshall zuletzt bei dem Endzeit-Horror-Actioner Doomsday völlig von der Leine ging, ließ er eine Fortsetzung zu seinem bisher größten Erfolg geflissentlich aus. Offenbar wollte sich der Brite nicht wiederholen. Denn nichts anderes als eine Wiederholung ist das Sequel The Descent 2. Aber Aufgewärmtes muss ja nicht unbedingt schlecht schmecken, gerade wenn es beim ersten Mal besonders gut gemundet hat. The Descent-Cutter Jon Harris weiß bei seinem Regiedebüt genau, was er tut, und liefert mit größerem Budget garstigen Survival-Horror, der zwar nicht an das Original heranreicht, aber dennoch gute Genrekost bietet.“

„Harris versucht in seinem Sequel gar nicht erst, neue Seiten zu schreiben und kopiert den ersten Film so schamlos, dass man beinahe von einem Remake sprechen kann.“

„Konfektionierter Nachzügler eines Horrorfilms (2005), der durchaus stimmungsvoll erzählt wird.“

## Synchronisation
| Rolle                      | Schauspieler        | Synchronsprecher  |
| -------------------------- | ------------------- | ----------------- |
| Sarah Carter               | Shauna Macdonald    | Melanie Manstein  |
| Ellen Rios                 | Krysten Cummings    | Stephanie Kellner |
| Bürgermeister Riley Kaplan | Mac McDonald        | Dirk Meyer        |
| Cath                       | Anna Skellern       | Shandra Schadt    |
| Dan                        | Douglas Hodge       | Mike Carl         |
| Dr. Lynch                  | Josh Cole           | Alexander Pelz    |
| Ed Oswald                  | Michael J. Reynolds | Jochen Striebeck  |
| Greg                       | Josh Dallas         | Benedikt Weber    |
| Juno Kaplan                | Natalie Mendoza     | Natascha Geisler  |
| Sheriff Vaines             | Gavan O’Herlihy     | Achim Geisler     |
| Susanna Small              | Jessika Williams    | Claudia Lössl     |